# Сатурн (НВО)
ВАТ «НПО „Сатурн“» (ВАТ «Науково-виробниче об'єднання „Сатурн“») — російська машинобудівна компанія, що спеціалізується на розробці та виробництві газотурбінних двигунів для військової та цивільної авіації й суден військово-морського флоту. Штаб-квартира та основне виробництво розміщуються в місті Рибінську Ярославської області.

## Історія
1916 року на базі державного кредиту створено автомобільний завод у місті Рибінську — АТ «Російський Рено». 1918 року завод було націоналізовано, у 1920-23 роках числився як Державний автомобільний завод № 3, спеціалізуючись на ремонті автотранспорту. 1924 року завод передано до системи підприємств авіаційної промисловості й за рік отримав найменування «завод № 26». З 1928 року розпочато перший випуск серії двигунів М-17 для літаків-розвідників Р-5 і важких бомбардувальників ТБ-1 і ТБ-3; ремонт і випробування авіамоторів «Лорен-Дитріх».
1935 року було створено КБ під керівництвом головного конструктора Володимира Климова. За три роки розроблено серію двигунів М-103, М-105 для винищувачів Як-1, Як-3, Су-1, Су-3, ЛаГГ-3 й бомбардувальників СБ-3, Пе-2, Ар-2.
1939 року створено конструкторське бюро Володимира Добриніна. У грудні 1941 року Рибінський завод, КБ В. Я. Климова та Рибінський авіаційний інститут ім. С. Орджонікідзе було евакуйовано на площі Уфимського авіамоторного заводу. В Уфі низка місцевих та евакуйованих підприємств були об'єднані в завод № 26, нині — Уфимське моторобудівне виробниче об'єднання. 1943 року КБ Добриніна переведено в Рибінськ. Наступного року відновлено серійний випуск продукції на Рибінському заводі (завод № 36). Створено КБ під керівництвом Архипа Люльки.
1945 року в Рибінську було розпочато випуск двигунів АШ-62ИР для багатоцільового літака Ан-2 та військово-транспортного Ли-2. 1947 року розпочато випуск першого радянського турбореактивного двигуна ТР-1, розпочато виробництво поршневого двигуна АШ-73ТК конструкції Аркадія Швецова для літаків Ту-4 й Ту-70. 1949 року створено двигун ВД-4К конструкції ВДобриніна для стратегічного бомбардувальника Ту-85. 1954 року розпочато серійний випуск турбореактивних двигунів конструкції Добриніна: ВД-7Б для стратегічного бомбардувальника 3М; ВД-7М для надзвукових бомбардувальників Ту-22 і М-50. 1957 року під керівництвом Люльки створено турбореактивний двигун АЛ-7Ф-1 для винищувачів Су-7, Су-9 і Су-17; випускався серійно в Рибінську у 1960–1974 роках.
1960 року директором заводу призначений Павло Дерунов. Наступного року головним конструктором КБ моторобудування став Петро Колесов, під керівництвом якого створювалась серія авіаційних двигунів РД. 1963 року створено турбореактивний двигун РД36-35 для літаків МіГ-21, МіГ-23 і Т-58ВД. 1968 року розпочато серійний випуск двигуна РД36-51А для пасажирського надзвукового літака Ту-144Д. 1970 року під керівництвом Люльки створений двигун АЛ-21Ф-3 для літаків Су-17М, Су-20, Су-24 та МіГ-23Б. 1972 року в Рибінську розпочато серійний випуск двигунів Павла Соловйова Д-30КУ для Іл-62М і Д-30КП для Іл-76. 1976 року створено військовий двигун АЛ-31Ф для Су-27 (головний конструктор А. Люлька). 1979 року створено двигун РД-38 Колесова для палубного винищувача Як-38М. У 1980-их роках створено ракетно-турбовальний двигун РТВД-14 і турбопривід ТП-22, які пройшли льотні дослідження в ракетно-космічній системі «Енергія-Буран». 1983 року розпочато серійний випуск двигуна Д-30КУ-154 Соловйова для середньомагістрального пасажирського літака Ту-154М. 1988 року створено двигун АЛ-31ФП (генеральний конструктор Віктор Чепкін) для винищувачів-перехоплювачів Су-30МК, Су-30МКИ, Су-37. 1990 року розпочато створення двигунів РД-600В для вертольотів Ка-62 і двигуна ТВД-1500 для літаків місцевих повітряних ліній.
1992 року Рибінський моторобудівний завод перетворено на ВАТ «Рибінські мотори». 1997 року завершено об'єднання ВАТ «Рибінські мотори» й Рибінського конструкторського бюро моторобудування. Розпочато випуск газових турбін для енергетичної та газової галузей. 1999 року рибінський Волзький машинобудівний завод увійшов до складу ВАТ «Рибінські мотори». 2000 року успішно проведено випробування й отримано сертифікати відповідності на теплоелектростанцію ГТЕС-2,5 і турбогвинтовий газотурбінний двигун ТВД-1500Б. 2001 року успішно проведено дослідження двигуна 36МТ для безпілотних літальних апаратів.
Того ж року відбулось злиття ВАТ «Рибінські мотори» й ВАТ «А. Люлька — Сатурн», створено ВАТ «НВО „Сатурн“». Наступного року двигун SaM146 обрано для установки на регіональний літак RRJ (Sukhoi Superjet 100). 2003 року відкрито спільне підприємство НВО «Сатурн» і Snecma Moteurs — PowerJet для управління маркетингом, виробництвом, сертифікацією та післяпродажним обслуговуванням двигуна SaM146. Того ж року проведено дослідження ГТЕ-110 — першої російської газової турбіни потужністю понад 100 МВт. Отримано сертифікати на вертолітний двигун РД-600В і на двигун Д-30КУ-154 з малоемісійною камерою згорання. Проведено дослідження енергетичної установки ГТА-6РМ; 2004 року — газотранспортного агрегату ГПА-4РМ. Двигун АЛ-55И обрано для установки на навчально-тренувальний літак HJT-36. Наступного року відкрито «ВолгАеро» — спільне виробниче підприємство ВАТ «НВО „Сатурн“» і Snecma Moteurs. Відкрито науково-технічний центр у Санкт-Петербурзі та інженерний центр у Пермі. Того ж року до складу ВАТ «НВО „Сатурн“» увійшло ВАТ «ПАТ „Інкар“». 2006 року проведено випробування енергетичної установки ГТА-8РМ й першого російського корабельного газотурбінного двигуна М75РУ; 2007 року — газотранспортних агрегатів ГПА-6,3РМ і ГПА-10РМ.
У грудні 2011 року ВАТ «НВО „Сатурн“» продало свою дочірню компанію ВАТ «Сатурн — Газові турбіни», яка займалась наземними промисловими програмами, ВАТ «Керівна компанія „Об'єднана двигунобудівна корпорація“».

## Власники й керівництво
84 % акцій НВО «Сатурн» належить державі, 16 % — фізичним особам.
Відповідно до указу Президента РФ від 16 квітня 2008 року ВАТ «НВО „Сатурн“» входить до складу двигунобудівної інтегрованої групи — «Об'єднана двигунобудівна корпорація».
Управляючий директор — Ілля Федоров. Генеральний конструктор — к.т.н Юрій Шмотін, директор виробництва — Віктор Поляков. Генеральний конструктор — директор філії НТЦ, д.т. н. Євген Марчуков, директор з економіки та фінансів — к.е.н. Олексій Соболєв.

## Структура
- Конструкторські бюро

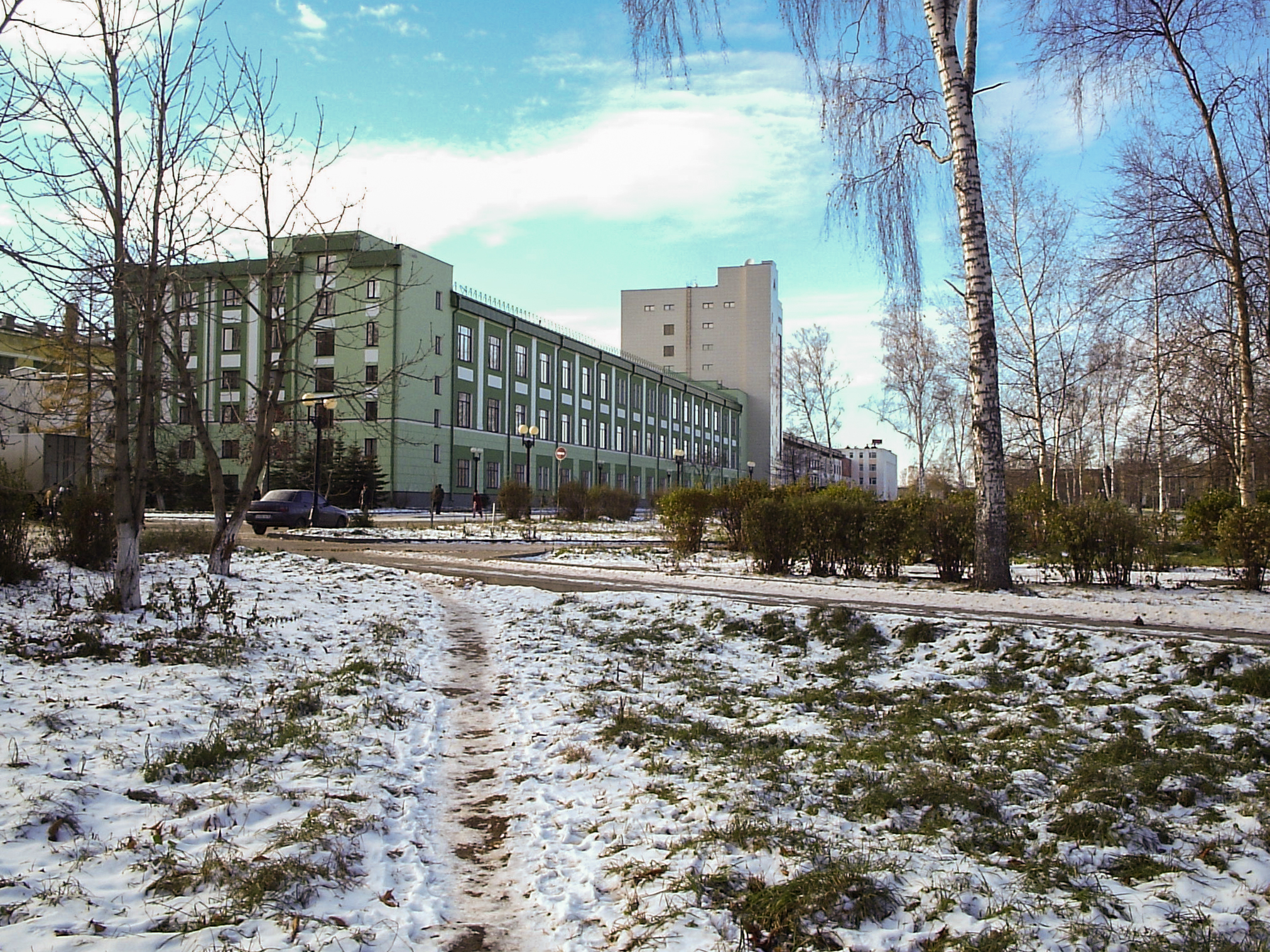
Будівля НВО «Сатурн»

  - Дослідно-конструкторське бюро — 1 (Рибінськ)
  - Науково-технічний центр ім. А. Люльки (Москва)
  - Науково-технічний центр (Санкт-Петербург)
  - Інженерний центр (Перм)

- Виробничі майданчики
  - Виробничий майданчик № 1 (Рибінськ)
  - Дослідний завод (Рибінськ)
  - Литкаринський машинобудівний завод (Московська область)
  - ЗАТ «Сатурн — Інструментальний завод» (Рибінськ; інструментальне виробництво)

- Спільні підприємства в межах реалізації міжнародних програм
  - ЗАТ «Смартек» (проектно-конструкторські роботи)
  - ЗАТ «ПаверДжет» (50 %; управління програмою SaM146)
  - ЗАТ «ВолгАеро» (75, 25 %; виробництво деталей і вузлів двигуна SaM146)
  - ЗАТ «Полуєво-Інвест» (випробування авіаційних двигунів)
  - ЗАТ «РеМО» (спільне чесько-російське підприємство з ремонту й модернізації обладнання)

## Продукція
- Військові двигуни.
  - Авіаційні IV покоління: АЛ-31Ф, АЛ-31ФН, АЛ-31ФП, Виріб 117С.
  - Авіаційні V покоління для перспективного авіаційного комплексу фронтової авіації (ПАК ФА)[7].
  - Родина двигунів АЛ-55.
  - Двигуни для безпілотних літальних апаратів: 36МТ, 37-01Е)
  - Морські корабельні двигуни: М70ФРУ, М75РУ, М90ФР.
- Цивільні авіаційні двигуни: SaM146, Д-30КП Бурлак, Д-30КУ, Д-30КУ-2, Д-30КП, Д-30КП-2, Д-30КУ-154, РД-600B, ТВД-1500Б.
- Двигуни для снігоходів «Буран»: РМЗ-640-34. Нині не випускається
- Двигуни для наземних газотранспортних агрегатів та електростанцій ГТД-110, ГТД-6/8РМ, ДО49, ГТД-4РМ, ГТД-10РМ, ГТД-6,3РМ